# Gramond
Gramond é uma comuna francesa na região administrativa de Occitânia, no departamento de Aveyron. Estende-se por uma área de 13,14 km². Em 2010 a comuna tinha 511 habitantes (densidade: 38,9 hab./km²).